# Reserva natural Kuznetsk Alatau
La reserva natural Kuznetsk Alatau (en ruso: Кузнецкий Алатау заповедник) es un «zapovédnik» ruso (reserva natural estricta) situado en Kuznetsk Alatau, una cadena montañosa en la región montañosa de Altái-Sayán en el suroeste de Siberia. El Kuznetsk Alatau consta de varios rangos de mediana altura, entre los cuales hay valles fluviales. La reserva se encuentra en la cuenca del río Tom y el río Chuly. La reserva nacional se distribuye a lo largo de tres distritos administrativos (raión) del óblast de Kémerovo: el distrito de Tisulsky, el distrito de Mezhdurechensky y el distrito de Novokuznetsky. La reserva se estableció el 27 de diciembre de 1989 y cubre un área de 412 900 ha (1594,2 mi²).

## Topografía
La Reserva Kuznetsk Alatau tiene un terreno organizado en una serie de tres niveles relativamente planos que ascienden por una cadena montañosa cortada por numerosos valles fluviales. Está en la ladera occidental de la cordillera Kuznetsk Alatau, y al sur por la cordillera Abakan de las montañas occidentales de Sayan. El pico más alto tiene una altitud de 1873 metros (6145,0 pies).
Entre el 5 y el 8% de la reserva está formado por terreno alpino, con terreno típico de origen glaciar, tales como: depresiones, lagos de circo, etc. Debajo del cinturón alpino, a entre 1600 y 1250 metros, hay una región de tierra plana con bloques dispersos de rocas ígneas y paisajes de tundra con sauces enanos, abedules, juncias, musgos, líquenes y algunas ciénagas de montaña. Alrededor de un tercio de la cresta se encuentra entre 1250 y 1000 metros, y está cubierta de taiga oscura de coníferas y bosque de cedros. A través de esta se abren valles fluviales a través de capas de calizas y esquistos con algunos afloramientos rocosos. El sector noroeste de la reserva, de 1000 a 800 metros, está formado principalmente por bosque de pino y oyamel. Las laderas están cubiertas de suelo arcilloso libre de caliza.

## Clima y ecorregión

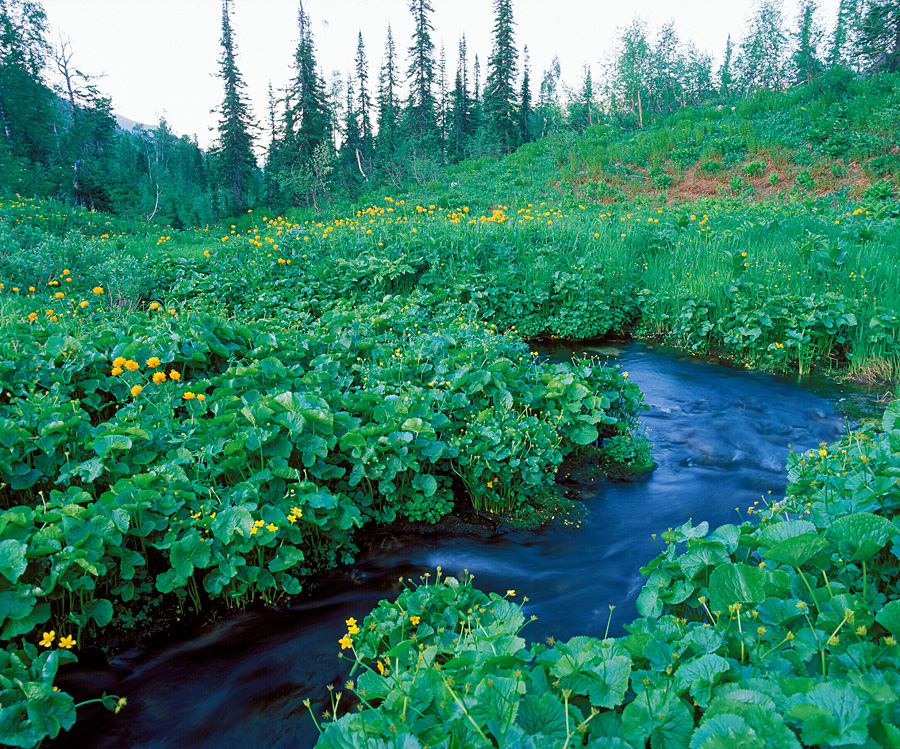
Arroyo alpino en la reserva de Kuznetsk

La reserva se encuentra en la ecorregión de bosques montanos de coníferas de Sayan. Esta ecorregión cubre las elevaciones medias de las montañas más altas de la cordillera de Altái-Sayán en Asia central. Se encuentra entre la taiga siberiana al norte y la estepa mongola al sur. La ecorregión se caracteriza por montañas desecadas por los vientos con valles fluviales, altos niveles de precipitación y alta biodiversidad. La flora generalmente depende de la elevación y el terreno, y el bosque tiene tres subzonas principales según la altitud: taiga escasa de hojas de aguja clara, taiga de hojas de aguja oscura y taiga oscura.
El clima de la reserva natural Kuznetsk Alatau es subártico, sin estación seca (clasificación climática de Köppen (Dfc)). Este clima se caracteriza por veranos templados (solo 1 a 3 meses por encima de los 10 °C (50,0 °F)) e inviernos fríos y nevados (en el mes más frío la temperatura está por debajo de -3 °C (26,6 °F)). En la zona de la reserva de Kuznetsk, julio es el mes más caluroso (16,6 °C) y enero es el más frío (15,5 °C). Las precipitaciones oscilan entre 1200 y 1500 mm/año.

## Flora y fauna

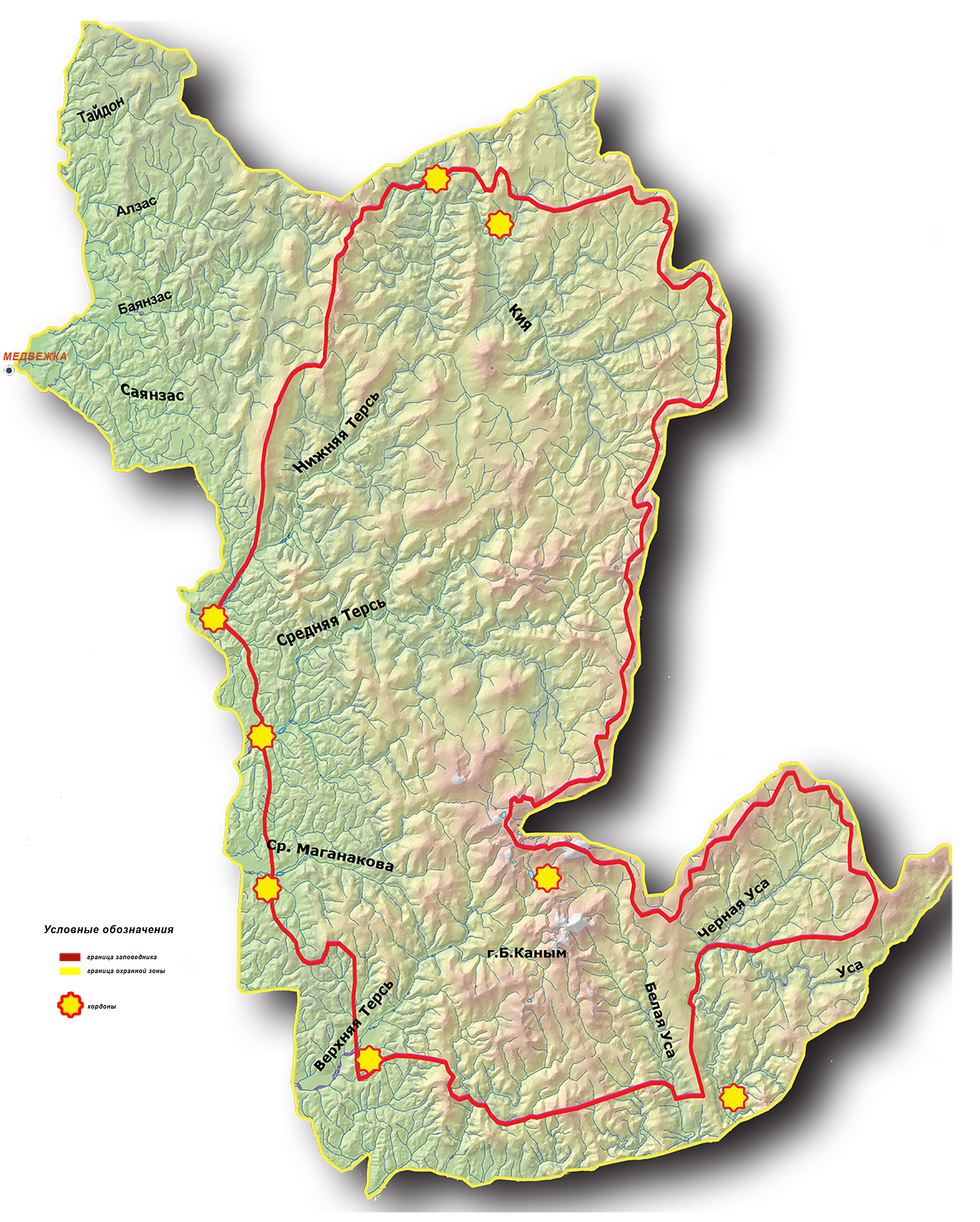
Mapa de la reserva y su zona de amortiguamiento

La flora de la reserva está muy zonificada por la altitud. Hay 235 especies en el nivel alpino, 117 en el nivel medio y 154 especies en pequeñas parcelas de estepa rocosa en las laderas bajas. Los científicos de la reserva han registrado un total de 625 especies de plantas vasculares.
La fauna de la reserva es mayoritariamente la típica de la taiga boreal, con algunas comunidades de montaña y estepa. Los mamíferos más comunes son los roedores. El castor europeo ha sido reintroducido y ahora habita en la mayoría de los valles fluviales; el número de individuos era de aproximadamente 200-250 individuos en 2016. Kuznetsk es un área importante para las aves designada por Birdlife International.

## Ecoeducación y acceso
Como reserva natural estricta, la reserva Kuznetsk Alatau está, en casi toda su extensión, cerrada al público en general, aunque es posible obtener la autorización de la administración para realizar visitas guiadas si se acreditan motivaciones científicas o relacionadas con la «educación ambiental». Asimismo, hay a disposición del público tres rutas «ecoturísticas» de balsismo, así como una ruta de motos de nieve y un centro ecológico. Los permisos para visitar la reserva deben obtenerse con anticipación en la oficina principal que se encuentra en la ciudad de Mezhduréchensk en el óblast de Kémerovo.